# Bronte Campbell
Bronte Campbell (Blantyre (Malawi) 14 de maig de 1994) és una nedadora australiana.
Va guanyar la medalla d'or en les proves dels 50, 100 i 4×100 metres estil lliure en el Campionat Mundial de Natació de 2015 a Kazan, Rússia.